# Dolina Olczyska

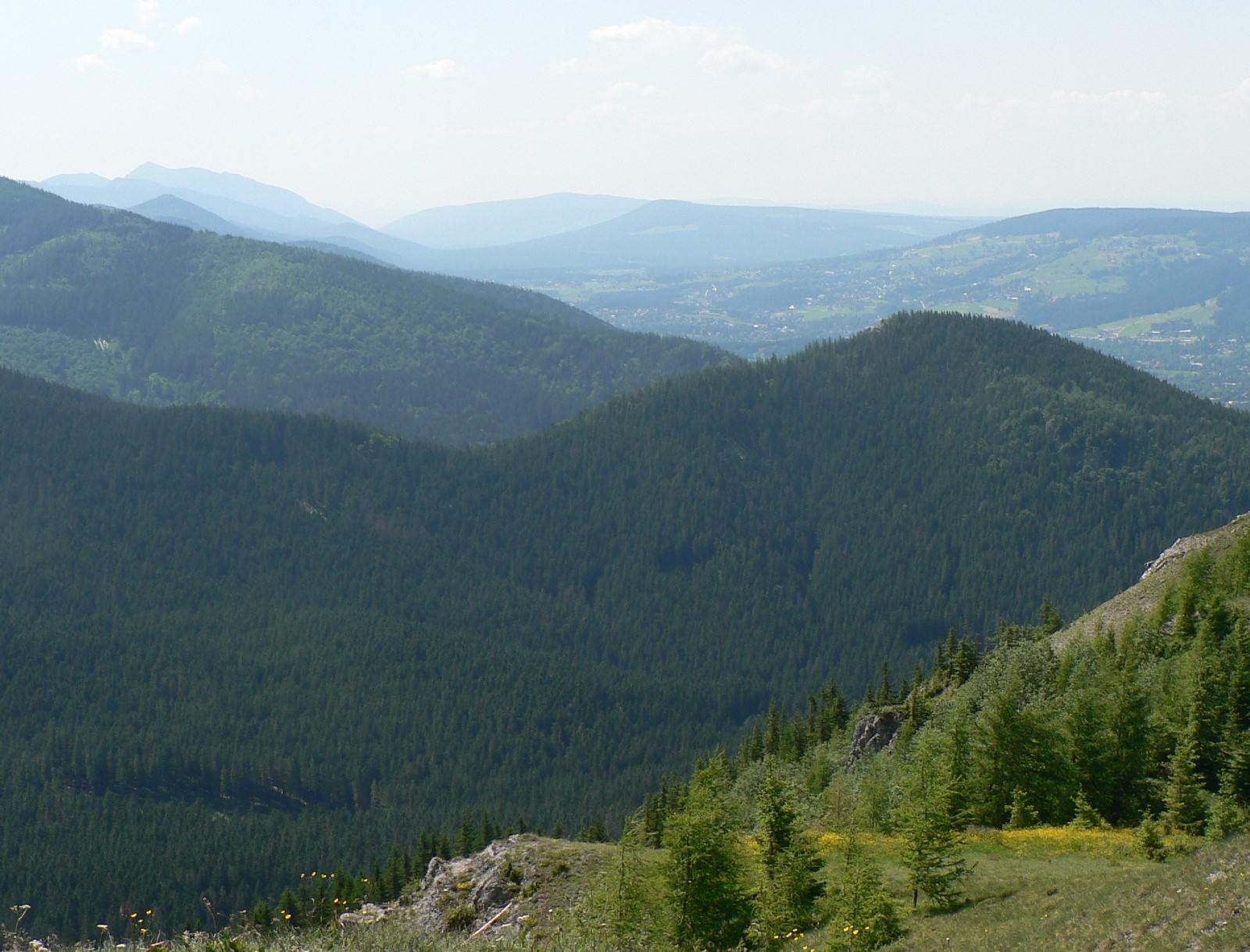
Blick vom Nosal

Das eiszeitlich durch Gletscher geformte Tal Dolina Olczyska ist ein Tal in der polnischen Westtatra in der Woiwodschaft Kleinpolen.

## Geographie
Das Tal ist rund 4 km lang und von über 1704 m hohen Bergen umgeben, u. a. dem Massiv der Kopa Magury. Es hat eine Fläche von ca. 4,5 km².
Das Tal fällt von Südwesten nach Nordosten von ca. 1704 Höhenmetern auf 900 Höhenmeter herab. Es wird vom Gebirgsfluss Olczyski Potok durchflossen. Das Tal öffnet sich im Vortatragraben auf dem Gebiet des Zakopaner Stadtteils Jaszczurówka.
In das Tal fließt unterirdisch das Wasser der Sucha Woda Gąsienicowa aus dem Tal der Dolina Gąsienicowa und kommt in der Quelle des Olczyski Potok wieder an die Erdoberfläche.

## Etymologie
Der Name lässt sich übersetzen als „Tal der Olcza“. Der Name rührt vom Zakopaner Stadtteil Olcza.

## Flora und Fauna
Das Tal liegt oberhalb und unterhalb der Baumgrenze und wird im oberen Bereich von Bergkiefern und im unteren Bereich von Nadelwald bewachsen. Das Tal ist Rückzugsgebiet für zahlreiche Säugetiere und Vogelarten.

## Klima
Im Tal herrscht Hochgebirgsklima.

## Almwirtschaft
Vor der Errichtung des Tatra-Nationalparks im Jahr 1954 wurde das Tal  für die Almwirtschaft genutzt. Danach wurden die Eigentümer der Almen enteignet bzw. zum Verkauf gezwungen. Ehemalige Almhütten befinden sich noch im Tal.

## Tourismus
Durch das Tal führen zahlreiche Wanderwege von den umgebenden Bergpässen und Gipfeln. 
- ▬ Ein grün markierter Wanderweg führt vom Tal auf den Wielki Kopieniec.
- ▬ Ein gelb markierter Wanderweg führt vom Tal auf den Bergpass Nosalowa Przełęcz.

Die Skipiste vom Kasprowy Wierch in den Zakopaner Stadtteil Kuźnice führt durch das Tal.

## Panorama

Panorama des Tals vom Gipfel Nosal, das Tal liegt unterhalb der Kopa Magury